# Oskar Lindberg (compositeur)
Pour les articles homonymes, voir Lindberg.
Oskar Lindberg, né le 23 février 1887 à Gagnef et mort le 10 avril 1955 à Stockholm est un compositeur nationaliste romantique suédois qui a publié en 1939 le livret des chants de l'église de Suède. Son Requiem (1912) revêt une importance particulière dans l'histoire des œuvres liturgiques suédoises.
Il écrit dans un langage romantique, avec des emprunts stylistiques à des compositeurs tels que Rachmaninoff et Sibelius, en les mélangeant avec la musique folklorique et des éléments impressionnistes.
Lindberg a été un professeur important. Il occupa des postes au Conservatoire royal de musique de Stockholm ainsi que dans des lycées locaux. Il fut membre de l'Académie royale suédoise de musique de 1926 jusqu'à sa mort.
Il est l'oncle du musicien jazz et compositeur Nils Lindberg.